# 로직 (래퍼)
로버트 브라이슨 홀 2세 (Sir Robert Bryson Hall II, 1990년 1월 22일 ~) 는, 로직 (Logic)이란 예명으로 알려진 미국 래퍼이다. 메릴랜드주 게이더스버그 출신이며 친구들과 함께 만든 랫팩 (RattPack) 소속으로 많은 인터넷 구독자를 모았다. 가장 최근 비평가들에게 극찬을 받은 Young Sinatra: Welcome to Forever를 비롯하여 4장의 정식 믹스테잎을 발매하였다.
비저너리 뮤직 그룹 및 데프 잼 레코딩스와 계약을 맺고 2014년 10월 21일, 데뷔 음반 Under Pressure를 발매했다. 음반은 빌보드 200 차트 4위로 데뷔하여 첫 주에 7만 3천장의 판매고를 기록하였다. 또한 2015년 11월 13일, 2번째 정규 음반 The Incredible True Story를 발매하였다.

## 유년 시절
로버트 브라이슨 홀 2세는 1990년 메릴랜드주 게이더스버그에서 태어났다. 그는 저소득층 우범 지역 웨스트 디어 파크 공영 주택에서 자랐다. 유년 시절 내내 아프리카계 미국인이었던 아버지와 백인 어머니는 코카인 중독 및 알콜 중독에 시달렸다. 유년 시절, 아버지와 대부분 지내지 않았으나 현재는 서로 연락하고 지낸다. 크면서, 그의 형은 크랙 코카인을 팔으며, 심지어 아버지에게도 팔기도 하였다. 홀은 이후 게이더스버그 고등학교에 다녔으나 졸업하지 못했다. 고등학교 1학년부터 결석하기 시작하였는데, "영어를 제외하고 모든 과목에서 성적이 떨어지자 학교에선 날 쫒아내려 했고, 포기하였다"고 밝혔다. 퇴학을 당한 후, 그는 음악에 몰두하기 시작하였다. 그리고 로버트 브라이슨 홀 2세는 과거 미움을 샀던 자신의 엄마에게 죽임을 당할 뻔 했다고 한다.(그의 노래가사에 종종 나옴)

## 디스코그래피
- Under Pressure (2014)
- The Incredible True Story (2015)
- Everybody (2017)
- YSIV (2018)
- Confessions of a Dangerous Mind (2019)
- No Pressure (2020)
- Vinyl Days (2022)
- College Park (2023)